# Cenochlora quantilla
Cenochlora quantilla là một loài bướm đêm trong họ Geometridae.